# Sleepytime Gorilla Museum
Sleepytime Gorilla Museum je americká experimentální hudební skupina, založená v roce 1999 v Oaklandu v Kalifornii. Původní sestavu tvořili Dan Rathbun, Carla Kihlstedt, Nils Frykdahl, David Shamrock a Moe! Staiano. Později se ve skupině vystřídalo ještě několik dalších hudebníků. Své první album nazvané Grand Opening and Closing skupina vydala v roce 2001; následovala alba Of Natural History (2004) a In Glorious Times (2007). V roce 2011 skupina ukončila svou činnost, obnovena byla v roce 2023 a v následujícím roce vydala nové album Of the Last Human Being. V Česku zahráli poprvé v červenci 2025 v Lucerna Music Baru jako předskokani Už jsme doma, se kterými v minulosti odehráli velké množství koncertů v USA.